# Pikachu
Pikachu (japonsky ピカチュウ, Pikačú) je pokémon elektrického typu z první generace. Byl vytvořen Satoši Tadžirim, podobu navrhl Acuko Nishida. Pikachuovo číslo v pokédexu je 25.

## Popis a evoluce
Pikachu vypadá jako menší elektrická myš. Vysoký je asi 0,6 m a váží 6 kg. Barvu má žlutou a na hlavě má červené lícní váčky, ze kterých vydává elektřinu. Rád pojídá jablka.
Vyvíjí se z Pichu a pomocí hromového kamene se vyvíjí v Raichu.

## Ve hrách
Pikachu se objevil již v první hře: Pokémon Red & Blue. Od té doby se objevil ve všech hrách s pokémony. Pikachu se může vycvičit na vyšší úroveň, následně ovládá silné útoky, jako jsou Blesk (Thunder) nebo Železný ocas (Iron Tail).
Nejúčinnější jsou na něj zemní typy pokémonů.
Od 8. generace se může vyvinout v dynamax formu a gigantamax formu, které se pro její vzhled říká fat Pikachu.

## V anime
Pikachu se objevil ve všech dílech anime od 1. do 25. řady jako společník hlavního hrdiny Ashe Ketchuma.
Je mu věnován film Pokémon: Detektiv Pikachu.